# Michael Haulică
Michael Haulică (n. 1 februarie 1955, Armășești, județul Vâlcea) este un scriitor român de science-fiction.

## Biografie
În 1978 a absolvit Facultatea de Matematică, specializarea Informatică a Universității Transilvania din Brașov. A fost programator timp de 25 de ani, apoi s-a dedicat în întregime scrisului.
În prezent este redactor la Editura Art și coordonator al colecțiilor de SF&F ale editurii Paladin. Este redactor-șef al revistei Argos.
Din 2010 este membru al Uniunii Scriitorilor din România.

## Literatură
A debutat cu poezie în 1974 în revista Flacăra. A publicat poezie, proză, articole.
Are proză și articole publicate în limbile engleză, maghiară, croată, daneză, bulgară, franceză, cehă, japoneză, portugheză.
Este prezent în 17 antologii: Motocentauri pe acoperișul lumii (Karmat Press, 1995), Nemira ’95 (lb. română și engleză), Nemira ’96 (lb. română și engleză), Quasar 001 (Media-Tech, 2001), România SF 2001 (ProLogos, 2001), Megaera Anthology (SUA, 2005, lb. engleză), AtelierKult: povestiri fantastice (Millennium Press, 2005), Millennium Est (Millennium Press, 2006, lb. franceză; Millennium Books & Texarom, 2012, ebook), New Weird (SUA, 2008, lb. engleză), New Weird (Cehia, 2008, lb. cehă), New Weird (Millennium Press, 2008), Millennium Fantasy&Science Fiction. Șase ani de Ficțiuni (Millennium Press, 2009; Millennium Books & Texarom, 2013, ebook), Steampunk. A doua revoluție (Millennium Books, 2011), Premiile Galileo 2011 (Millennium Books, 2011; Millennium Books & Texarom, 2012, ebook), Premiile Galileo 2012 (Millennium Books, 2012; Millennium Books & Texarom, 2012, ebook), Cele 1001 de scorneli ale moșului SF (Millennium Books, 2012), Istorii alternative (Tracus Arte, 2014), Helion vol.2 (Eurostampa, 2015), Worlds and Beings (ICR, 2015).

## Premii
- Dan Merișca 1992 (pentru povestirea "Noi, cei cu ochi arși")
- Vladimir Colin 2000 (pentru volumul Madia Mangalena) și 2014 (categoria TEXTE DE FRONTIERĂ, pentru volumul Transfer)
- SIGMA 2002 (pentru Despre singurătate și îngeri)
- Marian Mihai 2005
- Galileo 2012 (categoria PROZĂ SCURTĂ, pentru "Povestea lui Calistrat Hadîmbu")
- 7 premii RomCon (Convenția Națională de SF): 2002 (categoria VOLUM, pentru Madia Mangalena), 2003 (categoriile SITE și REVISTĂ, pentru Lumi Virtuale), 2004 (categoria PUBLICISTICĂ și categoria REVISTĂ, pentru Lumi Virtuale), 2012 (categoria PROZĂ SCURTĂ, pentru "Povestea lui Calistrat Hadîmbu"), 2015 (categoria PAGINĂ WEB PERSONALĂ)
- Omul anului la Galele AtelierKult 2005
- Premiul SRSFF 2009 pentru promovarea literaturii science-fiction.

## Volume publicate
- Madia Mangalena (Institutul European, 1999; Eagle Publishing House, 2011, print și ebook; Millennium Books, 2015, ediție adăugită – premiile Vladimir Colin 2000 și RomCon 2002)
- Despre singurătate și îngeri (Ed. Karmat Press, 2001 – premiul SIGMA 2002)
- Așteptînd-o pe Sara (Ed. Millennium Press, 2005; Ed. Tritonic, 2006; Millennium Books&TexaRom, 2012, ebook; Millennium Books, 2016, ediție adăugită)
- Nu sînt guru (Ed. tritonic, 2007), culegere de articole
- Povestiri fantastice (Millennium Press, 2010; Millennium Books&TexaRom, 2011, ebook)
- ... nici Torquemada (Millennium Books, 2011; Millennium Books&TexaRom, 2011, ebook)
- Transfer (Ed. Millennium Books, 2012; Millennium Books&TexaRom, 2013, ebook; Millennium Books, 2014, ediție adăugită - Premiul Vladimir Colin 2014)
- O hucă în minunatul Inand, (Ed. Millennium Books, 2014)
- 9 1/2 elegii (Ed. Tritonic, 2016)

Antologii publicate
- AtelierKult. Povestiri fantastice (Millennium Press, 2005)
- Millennium Fantasy&Science Fiction (Millennium Press, 2009, coeditor Horia Nicola Ursu) [2]
- Dansând pe Marte și alte povestiri. A doua antologie AtelierKult (Millennium Press, 2009)
- Argos Unu (Media Tech&TexaRom, 2014)
- Argos Doi (Media-Tech&TexaRom, 2015)
- Eroi fără voie (Milennium Books, 2015),
- Dincolo de orizont (Millennium Books, 2015)